# Vojni zatvor Tadmor
Zatvor Tadmor nalazio se u Palmiri u Siriji, a izgradili su ga Francuzi 1930-ih, u srcu arapskih pustinja. Prvobitno je to bila vojna kasarna, ali su se stvari promjenile 1980-ih. Sirijski pjesnik Faraj Bairakdar, koji je proveo četiri godine zatvoren, opisao ga je jednom kao "kraljevstvo smrti i ludila".
Zatvorenici su držani izolovani od spoljašnjeg svijeta i zabranjeno im je da komuniciraju jedni sa drugima, bili su upozoreni da do pogubljenja može da dođe u bilo kom trenutku. Zatvor je bio kružnog oblika, omogućavajući čuvarima da mogu da posmatraju sve zatvorenike u bilo kom trenutku. Zatvorenici nisu smeli da podignu glave, da podignu pogled ili da se pogledaju.
Oko 20.000 ljudi je bilo zatvoreno između 1980. i 1990. godine, od kojih su veliki deo bili politički aktivisti. Ovo je izazvalo problem prenaseljenosti tako da su zatvorenici morali da se smenjuju da stoje dok drugi spavaju.

## Karakteristike
Tadmor je  poznat po žestokoj torturi, pogubljenjima i jednom od najvećih zatvorskih masakara u  istoriji svijeta. Naime, 27. juna 1980. godine komandosi iz odbrambenih brigada divljački su ubili oko 500 zatvorenika. Dan nakon propalog pokušaja ubistva sirijskog predsjednika Hafeza al-Asada, komandosi su helikopterom došli u zatvor i hladnokrvno ubili zatvorenike u ćelijama.
Kada je riječ o mučenju zatvorenika, neke metode su po prirodi čak srednjovjekovne. Tako su neke zatvorenike ubijali sjekirom i zatim "sjeckali na komadiće", dok su druge vješali i brutalno napadali metalnim cijevima. Žrtve mučenja su bili i krvci i nevini, a za "poseban tretman" birani su bez posebnog razloga.